# 眼带蓝子鱼
眼带蓝子鱼（学名：Siganus puellus）为輻鰭魚綱鱸形目刺尾魚亞目蓝子鱼科蓝子鱼属的鱼类，俗名杂臭都鱼。1852年，德國動物學家赫爾曼·施萊格爾(Hermann Schlegel)首次描述為Ampacanthus puellus，其模式產地為印尼摩鹿加群島的特爾納特(Ternate)。分布于印度尼西亚至太平洋中部美拉尼西亚以及西沙群岛海域、台湾海峡等，属于暖水性近岸鱼类，棲息深度1-30公尺，本魚體呈橢圓形且側扁，身體深度為標準長度的2.3至2.6倍，有一個對稱的楔形頭部和一個稍微突出的鼻子，前鼻孔有凸緣，凸緣向後長成三角形瓣，身體上部橙黃色，下半身為淺藍色至白色，虹膜黑色，鰓蓋區銀色，有一條寬的黑色帶紋穿過眼睛，從下巴延伸到頸背，在眼睛上方，這條帶紋分解成黑點，魚鰭的顏色是黃色，尾鰭叉形，背鰭硬棘13枚、背鰭軟條10枚、臀鰭硬棘7枚、臀鰭軟條9枚，具毒棘，體長可達38公分。其常栖息于岩礁或珊瑚丛中，成魚成對出現，以藻類、海綿為食，可做為食用魚及觀賞魚。

## 扩展阅读
維基物種上的相關：眼带蓝子鱼